# Megastylus bimaculatus
Megastylus bimaculatus là một loài tò vò trong họ Ichneumonidae.